# آنا باولا ماتوس
آنا باولا ماتوس هي نائبة حاكم سلفادور باهيا منذ عام 2021. وهي نائب رئيس بلدية سلفادور سيرو جوميز في الانتخابات الرئاسية البرازيلية عام 2022.

## السيرة الشخصية
ولدت آنا باولا ماتوس في سلفادور. تلقت تعليمها في جامعة سلفادور والجامعة الكاثوليكية في سلفادور وجامعة باهيا الفيدرالية، وهي حاصلة على بكالوريوس في إدارة الأعمال، وماجستير في إدارة الأعمال، وماجستير في القانون. انضمت إلى حزب العمل الديمقراطي في عام 2020.
بدأت حياتها المهنية في الحكومة البلدية كمدير عام للتعليم في عام 2013. وكانت أيضًا سكرتيرة محافظات الأحياء ووزيرة الترويج الاجتماعي والرياضة ومكافحة الفقر.
كانت موظفة في بتروبراس. أدارت تذكرة مع برونو ريس لرئيس بلدية ونائب عمدة سلفادور. انتصرت البطاقة وأصبحت نائبة عمدة سلفادور.
في الانتخابات الرئاسية البرازيلية لعام 2022 كانت نائبة مرشح الرئاسة سيرو جوميز.